# Batalla de Mogoncíacum
La batalla de Mogoncíacum o de Magúncia (actual Magúncia o Mainz en alemany) va ser un enfrontament entre els francs i una aliança dels vàndals, sueus i alans i va tenir lloc el 31 de desembre del 406. La batalla és descrita breument per Gregori de Tours en la seva Història dels francs.

## Antecedents
Les incursions franques sobre el Rin es van fer tan freqüents que els romans van començar a establir-los a les seves fronteres per tal de controlar-los. En 292 Constanci I Clor va derrotar els francs que s'havien assentat a la desembocadura del Rin, traslladant-los a la propera regió de Toxandria.
El rei asding Wisumarh va combatre contra els gots procedents de l'est comandats per Geberic, que atacaren els seus territoris. Wisumarh morí en lluita contra els gots i les tribus de vàndals que no van voler sotmetre's als gots hagueren de passar a territori imperial, i s'establiren a Panònia, on també s'establiren els quads. A principis del segle v els vàndals havien abandonat Panònia, conjuntament amb els quads, i s'uniren als sueus i als alans per a envair les Gàl·lies.
Bona part de les tropes de frontera foren transferides en 406 a Itàlia pel general Estilicó per fer front a l'atac de gots i huns comandats per Radagais a la península Itàlica.

## Batalla
Els francs van emboscar els vàndals en travessar el Rin i en mataren el rei, Godigisel. Els vàndals van ser rescatats pels alans, que, sota el comandament del seu rei Respendial, van fer retrocedir els francs.

## Conseqüències
La batalla va ser guanyada pels vàndals i els alans, i va aclarir el camí per la invasió de la Gal·lia. Arribaren a Hispània la tardor del 409 dC.